# Ctirad (přírodní památka)
Přírodní památka Ctirad se nachází na severním okraji návrší Děvín nad Zlíchovem včetně zářezu silnice u Dívčích Hradů a opuštěného lomu Bílá skála východně pod železnicí. Chráněné území je ve správě Magistrátu hlavního města Prahy.

## Důvod ochrany
Důvodem vyhlášení PP byla ochrana významných odkryvů geologických vrstev siluru a devonu Barrandienu. V těchto odkryvech se nalézají četné opěrné geologické profily a naleziště zkamenělin známá již od dob Joachima Barranda. Území PP pokrývá skalní a stepní vegetace.

## Flóra
Vegetace je tvořena převážně rostlinnými společenstvy skal a strmých strání. Území bez potřebné péče je ohroženo zarůstáním křovinami. Cenný je zejména severní svah obrácený k usedlosti Konvářka, kde se zachoval květnatý porost válečky prapořité s výskytem ohroženého trličníku brvitého.

## Fauna
Území PP představuje zejména útočiště drobných bezobratlých živočichů. Z plazů se zde dosud vyskytuje ještěrka obecná.